# Josef Tietzen
Josef Tietzen (* 31. August 1933 in Trier; † 14. Januar 2019 ebenda) war ein deutscher Fotograf, der mehrere Bildbände über seine Heimatstadt veröffentlichte und als freier Autor beim Trierischen Volksfreund tätig und dort besonders für seinen guten Ruf bekannt war. Er galt als Werbeträger und Botschafter der Region Trier.

## Leben
Tietzen arbeitete zunächst für die bis 1974 erschienene Trierische Landeszeitung, von der er bereits 1966 vom Trierischen Volksfreund und dessen Chefredakteur Nikolaus Koch abgeworben wurde. Auch nach seiner Rente 1998 fotografierte er weiterhin für den Trierischen Volksfreund.
Bei einer Lesung wurde Tietzen vom Schauspieler Curd Jürgens beworfen, da dieser sich durch das Auftreten anderer Fotografen in dessen Nähe gestört fühlte.
2009 erhielt Tietzen den Ehrenbrief der Stadt Trier.

## Veröffentlichungen
Tietzen war an folgenden Bildbänden beteiligt:
- 1998: Antikenfestspiele Trier (zusammen mit Dieter Lintz und Michael Weyand)
- 2002: Weisst Du noch? Trier – gestern und heute (zusammen mit Hermann Lücking, Friedhelm Knopp und Birgit Herberg im Auftrag des Trierischen Volksfreunds)
- 2005: Trier (zusammen mit Roland Morgen)
- 2006: Zeitreise durch Trier: Ausflüge in die Vergangenheit (zusammen mit Bernhard Simon)
- 2009: Trierer Lokale – gestern und heute (zusammen mit Peter Ahlhelm, Sabine König und Roland Morgen)
- 2012: Trier: Ein Bildband in Farbe (Farbbildband) (zusammen mit Bernhard Simon)

Bei zahlreichen weiteren Büchern war er Bildgeber, unter anderem im Band Die Römische Weinstraße von seiner Tochter Christina Schäffner.

## Belege
1. ↑  Traueranzeigen von Josef Tietzen. In: Trierischer Volksfreund. 24. Januar 2019, abgerufen am 14. Juni 2020.
2. 1 2 3 4  Roland Morgen: Nachruf: Abschied von einem Trierer Original. In: volksfreund.de. 21. Januar 2019, abgerufen am 14. Juni 2020.
3. 1 2  Fototalk mit Josef Tietzen. In: foto-trier.de. Abgerufen am 14. Juni 2020.
4. ↑  trier reporter: OB Leibe würdigt verstorbenen Josef Tietzen – Trier Reporter. In: trier-reporter.de. 30. Januar 2019, abgerufen am 30. Januar 2019.
5. ↑  Volksfreund: Moselwanderung in Bild und Text. 24. November 2004, abgerufen am 16. August 2024.

| Personendaten    | Personendaten      |
| ---------------- | ------------------ |
| NAME             | Tietzen, Josef     |
| KURZBESCHREIBUNG | deutscher Fotograf |
| GEBURTSDATUM     | 31. August 1933    |
| GEBURTSORT       | Trier              |
| STERBEDATUM      | 14. Januar 2019    |
| STERBEORT        | Trier              |